# Günter Storch

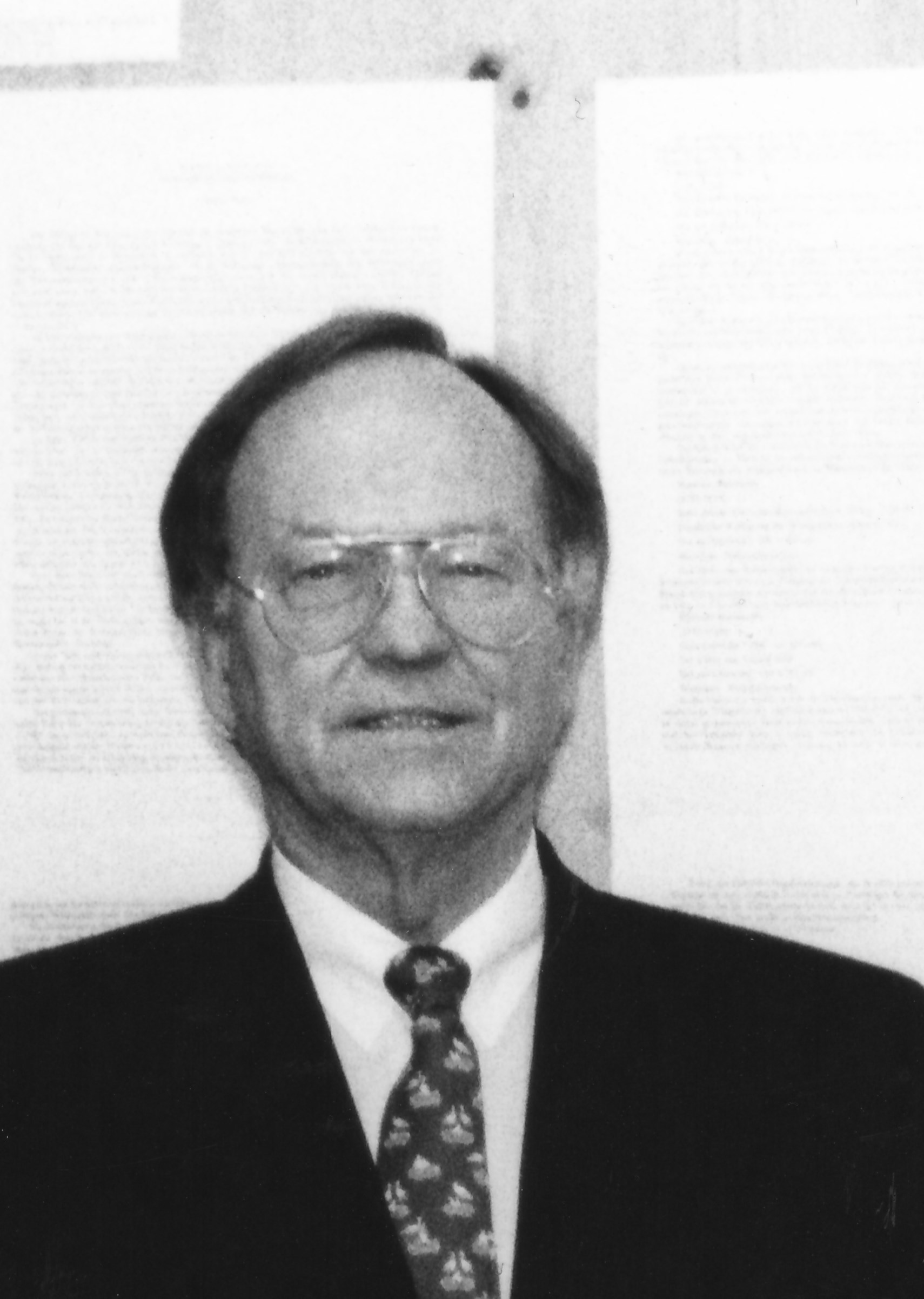
Günter Storch

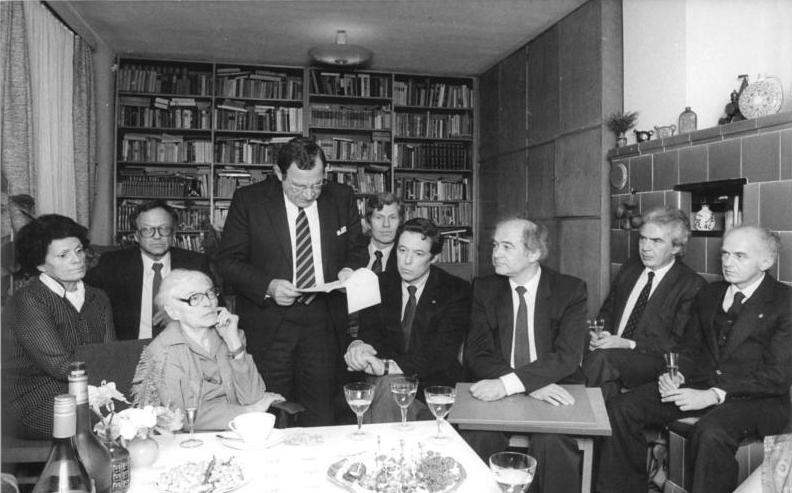
Bild und Text aus dem Bundesarchiv: Anna Seghers wurde die Ehrenbürgerschaft der Stadt Mainz verliehen. Aus diesem Anlass waren in ihrer Berliner Wohnung (v. r. n. l.) Klaus Höpcke, Stellvertreter des Ministers für Kultur der DDR; Manfred Harder, Präsident der Gutenberg-Universität Mainz; Bürgermeister Keim, Klaus Bölling, Leiter der Ständigen Vertretung der BRD in der DDR, Herman-Hartmut Weyel (SPD-Fraktionsleiter in Mainz); Oberbürgermeister Jockel Fuchs (stehend), Günter Storch (FDP-Fraktionsleiter in Mainz), Frau Fuchs und andere Persönlichkeiten anwesend. (1981)

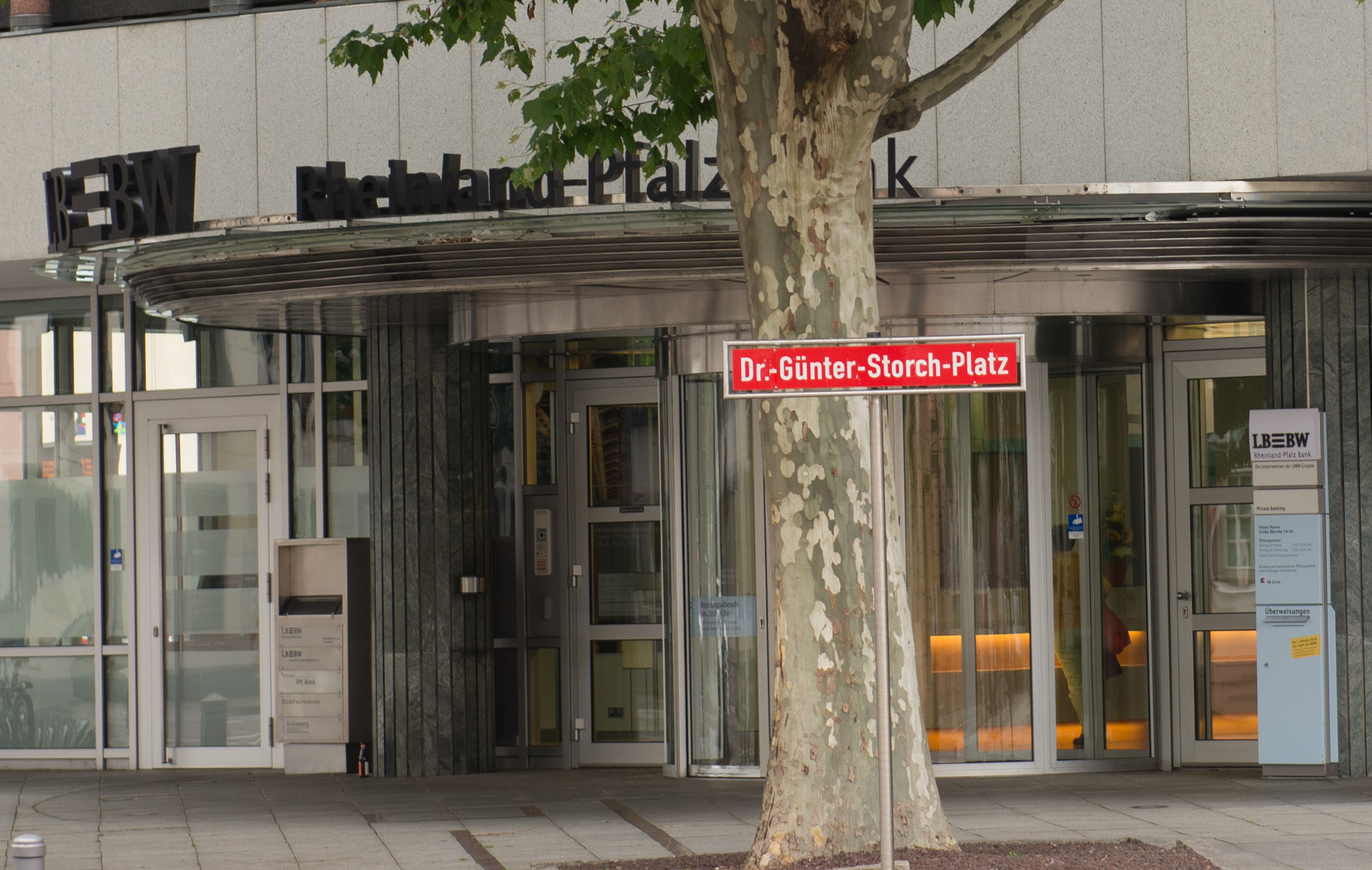
Dr. Günter Storch Platz vor der früheren Landesbank Rheinland-Pfalz

Günter Walter Storch (* 2. Februar 1926 in Oberhausen; † 3. August 2004 in Mainz) war ein deutscher Volkswirt und Politiker (FDP).

## Leben und Beruf
Nach dem Abitur nahm Storch ein Studium der Volkswirtschaftslehre auf, das er mit der Prüfung als Diplom-Volkswirt sowie mit der Promotion zum Dr. rer. pol. beendete. Er war von 1969 bis 1988 Vorstandsmitglied der LRP Landesbank Rheinland-Pfalz, 1986/88 stellvertretender Vorstandsvorsitzender Bank und von 1988 bis zu seinem Eintritt in den Ruhestand 1994 Mitglied im Direktorium der Deutschen Bundesbank.

## Partei
Storch beantragte am 27. Januar 1944 die Aufnahme in die NSDAP und wurde zum 20. April desselben Jahres aufgenommen (Mitgliedsnummer 9.868.069). Er trat nach dem Krieg in die FDP ein, war 25 Jahre Vorsitzender des FDP-Kreisverbandes Mainz und zeitweise Vorsitzender des FDP-Bezirksverbandes Rheinhessen-Vorderpfalz. Außerdem fungierte er als Landesschatzmeister der Liberalen. Ferner war er Vorsitzender der Gesellschaft für Liberale Politik in Rheinland-Pfalz und Schatzmeister der Friedrich-Naumann-Stiftung.

## Abgeordneter
Storch war Ratsmitglied der Stadt Mainz und dort von 1960 bis 1993 Vorsitzender der FDP-Fraktion. Er gehörte dem Rheinland-Pfälzischen Landtag an und war dort von 1963 bis 1969 ebenfalls Vorsitzender der FDP-Fraktion.

## Ehrungen
- 1969: Verdienstkreuz am Bande des Verdienstordens der Bundesrepublik Deutschland
- 1976: Verdienstkreuz 1. Klasse des Verdienstordens der Bundesrepublik Deutschland
- 1987: Großes Bundesverdienstkreuz
- 1994: Großes Bundesverdienstkreuz mit Stern
- Der Platz vor der LRP Landesbank Rheinland-Pfalz in Mainz wurde nach ihm benannt.